# Boris Godoenov (opera)

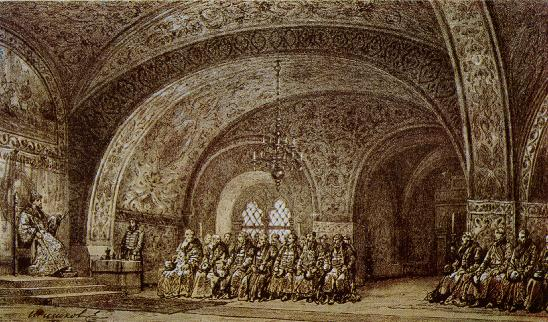
Schilderij van Shishkov voor de scène van het Paleis van de Gezichten (1874).

Boris Godoenov (Russisch: Борис Годунов, oorspronkelijke schrijfwijze: Борисъ Годуновъ; spreek uit als "Beríes") is een opera van Modest Moessorgski, gebaseerd op het gelijknamige drama van Aleksandr Poesjkin. De opera ging in première op 27 januari 1874 in het Mariinskitheater van Sint-Petersburg en vertelt enkele gedeelten van de geschiedenis van tsaar Boris Godoenov en de strijd tussen het Russische en het Poolse volk.

## Ontstaansgeschiedenis
Moessorgski schreef in 1869 een eerste versie in vier delen (zeven tonelen), maar werd afgewezen door de leiding van de keizerlijke schouwburg. Daar deze opera dieper op de materie inging en veel intenser was dan de Italiaanse opera die in zwang was in die tijd, constateerde de schouwburg een gemis aan dramatische basiselementen van een opera seria, zoals een vrouwelijk hoofdpersonage en daardoor het ontbreken van amoureuze intriges. Het is opvallend dat de opera niet om politieke redenen werd gecensureerd, aangezien in dit werk niemand over iets anders spreekt dan over politiek. In die tijd had Poesjkin echter zo'n onaantastbare positie, dat het niet meer mogelijk was zijn werk te censureren.
De componist herzag de opera in 1872. De nieuwe versie was verdeeld in een proloog en vier bedrijven (negen tonelen). Met de hulp van Nikolaj Rubinstein en de orkestdirigent Eduard Nápravník, die uitvoeringen van scènes in concertvorm aanbood, kon de tweede versie op het toneel worden gebracht op 21 januari 1874. Beide versies bieden een nogal verschillend portret van Godoenov.
Boris Godoenov werd "gereorganiseerd" en georkestreerd, tweemaal door Nikolaj Rimski-Korsakov (1896 en 1908) en eenmaal door Dmitri Sjostakovitsj. De versies van Rimski-Korsakov, gekenmerkt door kleurrijke orkestratie,  worden het meest uitgevoerd in Rusland, terwijl die van Sjostakovitsj, gebaseerd op de oorspronkelijke van Moessorgski, veel donkerder en volgens critici meer recht doend aan de geschiedenis, het vaakst worden uitgevoerd in Europa en de VS. In 1997 maakte het gezelschap van het Mariinskitheater een opname van beide versies onder leiding van Valeri Gergiev.
Het libretto is in hoofdzaak gebaseerd op Poesjkin, maar Moessorgski bracht er ingrijpende wijzigingen in aan.

## Historische achtergrond

### De historie
Iwan IV
Tot ca. 1500 bestond Rusland uit een aantal onafhankelijke vorstendommen. Onder deze vorstendommen had Moskovië gaandeweg de hegemonie verworven, en in 1547 liet de grootvorst van Moskovië, Iwan IV, zich kronen tot "Tsaar van alle Russen" (of: "van alle Russische landen"). "Niemand protesteerde, dus was het een feit", vat een geschiedenisboek e.e.a. samen. En zo werd hij Ivan IV van Rusland (Iwan "Grozny"), die in het Westen de geschiedenis in zou gaan als "De Verschrikkelijke". Hij had drie zoons. De eerste, Iwan (jr.), heeft hij in een driftbui doodgeslagen, zodat zijn tweede zoon hem opvolgde toen hij overleed.
Fjodor
Deze tweede zoon, Fjodor, was zwaar geestelijk gehandicapt. Daarom werd een raad van vijf regenten benoemd, die namens hem het land bestuurde. Bij besprekingen zat Fjodor wezenloos op de troon te kwijlen, terwijl een regent het woord deed. Een van deze regenten, Boris Godoenov, werd al snel de feitelijke machthebber in Rusland.
Dimitri
De derde zoon van Iwan IV, Dimitri, was nog te jong, maar zou de onbekwame Fjodor opvolgen (die waarschijnlijk niet erg oud zou worden). Dimitri werd opgevoed in een klooster in Oeglitsj, een stadje ten noorden van Moskou. Op een dag was er buiten plotseling hevige beroering, en bleek de kleine Dimitri daar te liggen, doodbloedend. Een onderzoekscommissie kwam tot de conclusie dat Dimitri zichzelf in een epileptische aanval de keel had doorgesneden, maar wat er precies gebeurd is is nooit duidelijk geworden. De schuldvraag is een punt van discussie tot op de huidige dag. Poesjkin, en dus ook alles wat op Poesjkin gebaseerd is (zoals deze opera) gaat ervan uit dat hij in opdracht van Boris gedood werd. Zo ook de Russische historicus Nikolaj Karamzin (1766-1826), die stelde dat Boris overleden was aan "de innerlijke onrust van de ziel waaraan de misdadiger niet kan ontsnappen". Orlando Figes ("Natasja's Dans") daarentegen acht Boris geen moordenaar en wijst naar de Romanovs, die het "bewijs" voor Borís' schuld zelf in elkaar gezet zouden hebben om hun eigen aanspraken op de tsarenkroon te dienen (de moeder van de onbekwame Fjodor was een Romanov).
Boris
Door de dood van de kleine Dimitri lag het voor de hand dat Boris Godoenov de onbekwame Fjodor op zou volgen. Dat gebeurde in 1598. Als regent was Boris een goed bestuurder, die het land rust en welvaart bracht. Maar na zijn kroning tot tsaar ging er van alles mis; er brak o.a. een hongersnood uit. Het volk begreep direct hoe dit kwam: Gods straf voor de kindermoord.
Grigori
Dit alles inspireerde een jonge monnik, Grigori Otrepjew, om zich te gaan uitgeven voor de kleine Dimitri die aan de aanslag ontsnapt zou zijn, en te proberen Boris van de troon te stoten. Deze Grigori staat in de geschiedenis bekend als de "Valse Dimitri". Toen de grond hem in Rusland te heet onder de voeten werd, vluchtte hij naar (het rooms-katholieke) Polen, de rivaal van het orthodoxe Rusland. Polen zag de mogelijkheden om greep op Rusland te krijgen en was vanaf dit moment betrokken bij Grigori's opstand tegen Boris. De Valse Dimitri kreeg ook in Rusland steeds meer steun, en trok uiteindelijk met een leger op tegen Boris. Toen hij voor Moskou stond overleed Boris. Er zijn geen aanwijzingen dat hier een verband tussen bestond.
Troebelen
Na Boris' dood (1605) brak er in Rusland een tumultueuze tijd aan, met een komen en (in een kist) gaan van kortlopende tsaren en pretendenten. Deze periode staat bekend als de "tijd der troebelen". Ook Polen was zeer actief in zijn pogingen om de macht in Rusland te veroveren. Deze periode eindigde in 1613: er brak een algemene anti-Poolse opstand uit, waarbij de Polen Rusland uitgegooid werden, en er werd een kandidaat-tsaar gevonden die voor alle (Russische) partijen acceptabel was: de jonge Michaïl Romanov.
Romanovs
Michaïl's kroning was het begin van de regeerperiode van het Huis Romanov, die onafgebroken geduurd heeft totdat de Februarirevolutie (1917) tsaar Nicolaas II tot aftreden dwong, en de kroon aangeboden werd aan diens broer, grootvorst Michaïl, die hem weigerde. Geen van de tussenliggende tsaren heeft de naam Michaïl gedragen.

### De opera
De opera Boris Godoenov heeft twee verhaallijnen, die allebei voortkomen uit de moord op de kleine Dimitri. De eerste is de persoonlijke ontwikkeling van Boris, die in toenemende mate lijdt aan zijn schuldgevoel, en daaraan uiteindelijk bezwijkt. De tweede lijn is de opstand van Grigori, die steeds meer een bedreiging wordt voor Boris. Het is de vraag hoe historisch het beeld is van Boris als een onder schuldgevoel gebukt gaande man. Als voormalig Opritsjnik en medewerker van Iwan Grozny was hij wel wat gewend.
Er zijn verschillende versies van het libretto van de opera. In sommige eindigt dat met de dood van Boris, wat Boris tot hoofdpersoon maakt; andere eindigen met de "revolutiescène", waardoor de opstand het hoofd-onderwerp wordt.
Het einde van de tijd der troebelen is het onderwerp van Michail Glinka's historische opera Iwan Soesanin (alias Een leven voor de tsaar).

## Scènes

### Proloog
1e toneel - op de binnenplaats van het Novodevitsji-klooster in Moskou
Tsaar Fjodor is gestorven, en zijn enige (half-)broer is ook dood. De bojaar Boris Godoenov laat zich door de menigte smeken om tot opvolger te worden gekroond. Hij roept het volk op om te bidden voor zijn gekwelde ziel.
2e toneel - op het plein voor het Kremlin
Boris wordt tot tsaar gekroond en vorst Sjoejski heeft de leiding van de ceremonie. Op zijn bevel zingt de menigte het lied Slava ter ere van de nieuwe tsaar. Alvorens het volk toe te spreken geeft Boris uiting aan zijn sombere voorgevoelens en bidt hij God om bijstand.

### 1e bedrijf
1e toneel - in het Tsjoedov-klooster.
De monnik Pimeen, kroniekschrijver, heeft vastgesteld dat de jongere broer van wijlen Tsaar Fjodor, Dimitri, door Boris Godoenov uit de weg geruimd moet zijn. Er zetelt dus een moordenaar op de troon. Hij vertelt dit aan de jonge monnik Grigori. Die kon het in het klooster toch al niet uit houden, vlucht, en besluit zich uit te gaan geven voor de vermoorde Dimitri.
2e toneel - in een herberg bij de Litouwse grens
De bedelmonniken Varlaam en Misail zingen een liedje. Grigori is in vermomming bij hen. Hij verneemt van de waardin welke vluchtroute hij naar Litouwen kan volgen. Als de dienaren van de Tsaar hem komen zoeken, probeert hij eerst Varlaam ervoor op te laten draaien, maar die heeft hem door. Grigori weet nog net bijtijds over de grens te vluchten.

### 2e bedrijf
In het Kremlin, het verblijf van de tsaar
Boris' dochter Xenia heeft haar verloofde verloren en treurt om diens dood. Tsarevitsj Fjodor en de voedster proberen haar op te vrolijken. Ook Boris doet pogingen haar op te beuren. Als hij alleen is met Fjodor drukt hij hem op hart goed zijn best te doen, zodat hij later zijn vader als tsaar kan opvolgen. Hij verliest zich in overpeinzingen: hij heeft Rusland zes jaar lang vrede gebracht, maar hij kan zijn misdaad geen ogenblik vergeten en smeekt God om vergeving. Vorst Sjoejski bericht hem dat iemand uit Polen, die zegt de vermoorde tsarevitsj Dmitri te zijn, aan het hoofd van een leger het land binnentrekt. Boris vraagt zich af of Dimitri werkelijk dood is en geeft zich opnieuw aan angst en wroeging over.

### 3e bedrijf
N.B. Dit later toegevoegde bedrijf, doorgaans "Poolse scène" of "Rangoni-scène(s)" genoemd, wordt vaak niet uitgevoerd. Het laatste bedrijf is dan het "derde".
1e tafereel - in kasteel Sandomir in Polen, de kleedkamer van Marina Mniszek
Marina, de geliefde van de valse Dimitri (de gevluchte monnik Grigori), zet haar minnaar tot daden aan. Ze heeft er haar zinnen op gezet om tsarina van Rusland te worden. De Jezuiet Rangoni, die hoopt op invloed in de Russische staatsgodsdienst, spoort haar hierbij aan.
2e tafereel - buiten bij het kasteel Sandomir
De valse Dimitri (Grigori) heeft een afspraak met Marina bij de fontein, maar eerst komt Rangoni hem vertellen dat hij haar alleen kan krijgen als hij het gezag van de Kerk aanvaardt, met Rangoni als leider. Daarna maken Poolse gasten, die Marina het hof maken, hem jaloers. Als ze eindelijk naar hem toekomt, maakt ze hem duidelijk dat niet hun liefde, maar haar ambitie om tsarina van Rusland te worden haar drijfveer is. Als hij haar zweert dat hij Rusland gaat veroveren, is ze tevreden. Rangoni, die hen heeft afgeluisterd, weet nu dat hij hen in zijn macht heeft. 

### 4e bedrijf
1e toneel - in het kremlin, het Granovitaja-paleis
Er heersen revolutie en ordeloosheid. Volgelingen van Boris, Dmitri en Rangoni lopen door elkaar in paniek en losbandigheid. De valse Dimitri heeft zichzelf tot Tsaar uitgeroepen. Een yoerodivy ("heilige dwaas") zingt een droef en onsamenhangend lied over de ellende van Rusland.
De Bojaren vergaderen over wie schuldig is: Boris of Dimitri? Men had Boris bespied toen hij meende de schim van de vermoorde te zien, maar thans verschijnt hijzelf, geheel verbijsterd. Hij meent nu dat Dimitri nog leeft. Dan komt de oude monnik Pimeen een wonder vertellen dat op het graf van de dode tsarevitsj plaatsvond. De valse Dimitri is hiermee ontmaskerd, maar Boris kan niet verder leven. Hij geeft zijn zoontje Fjodor de laatste instructies: het kind moet hem opvolgen. Terwijl van verre boetgezang weerklinkt, sterft Boris Godoenov met een gebed op de lippen.
2e toneel - bij Kromy, een open plek in het woud
Een groep ongeregeld volk komt in opstand tegen het bewind van Boris en zingt een opstandig lied. De bedelmonniken Varlaam en Misail zingen over Boris' misdaden en halen het volk over om zich aan te sluiten bij de valse Dimitri in plaats van de tsarevitsj Fjodor. Als 'Dimitri' verschijnt, volgt de menigte hem op weg naar Moskou. De opera eindigt met een klaagzang over Rusland en het lijdende Russische volk.

## Discografie
De volgende lijst bevat relevante audio- en video-opnamen van de opera.
| Jaar | Medium | Versie  | Dirigent       | Orkest                                                                                  | Boris        | Pretendant | Marina       |
| ---- | ------ | ------- | -------------- | --------------------------------------------------------------------------------------- | ------------ | ---------- | ------------ |
| 1948 | Audio  | RK 1908 | Golovanov      | koor en orkest van het Bolsjojtheater                                                   | Reyzen       | Nelepp     | Maksakova    |
| 1949 | Audio  | RK 1908 | Golovanov      | Koor en orkest van het Bolsjojtheater                                                   | Pirogov      | Nelepp     | Maksakova    |
| 1952 | Audio  | RK 1908 | Dobrowen       | Orchestre National de la Radiodiffusion Française                                       | Christoff    | Gedda      | Zareska      |
| 1954 | Audio  | RK 1908 | Baranovich     | Nationaal Theater van Belgrado                                                          | Changalovich | Branjnik   | Bugarinovich |
| 1956 | Video  | RK 1908 | Nebolsin       | Koor en orkest van het Bolsjojtheater                                                   | Pirogov      | Nelepp     | Avdeyeva     |
| 1962 | Audio  | RK 1908 | Cluytens       | Orchestre de la Société des Concerts du Conservatoire                                   | Christoff    | Uzunov     | Lear         |
| 1962 | Audio  | RK 1908 | Melik-Pashayev | Koor en orkest van het Bolsjojtheater                                                   | Petrov       | Ivanovsky  | Archipova    |
| 1963 | Audio  | RK 1908 | Melik-Pashayev | Koor en orkest van het Bolsjojtheater                                                   | London       | Ivanovsky  | Archipova    |
| 1970 | Audio  | RK 1908 | Karajan        | Wiener Philharmoniker                                                                   | Ghiaurov     | Spiess     | Visjnevskaja |
| 1973 | Audio  | RK 1908 | Naidenov       | koor en orkest van de Nationale Opera Sofia                                             | Ghiuselev    | Damiano    | Milcheva     |
| 1976 | Audio  | M 1872  | Semkov         | Nationaal Symfonieorkest van de Poolse Radio, Pools Radiokoor van Krakow                | Talvela      | Gedda      | Kinasz       |
| 1978 | Video  | RK 1908 | Khaykin        | Koor en orkest van het Bolsjojtheater                                                   | Nesterenko   | Piavko     | Archipova    |
| 1983 | Audio  | M 1872  | Fedoseyev      | USSR Staats- Radio en Televisie-symfonieorkest en -koor                                 | Vedernikov   | Piavko     | Archipova    |
| 1985 | Audio  | RK 1908 | Ermler         | Koor en orkest van het Bolsjojtheater                                                   | Nesterenko   | Atlantov   | Obraztsova   |
| 1986 | Audio  | M 1872  | Kitayenko      | Deens Radiosymfonieorkest en -Koor                                                      | Haugland     | Andersen   | –            |
| 1986 | Audio  | M 1872  | Chakarov       | Sofia Festivalorkest, Sofia Nationaal Operakoor                                         | Ghiaurov     | Svetlev    | Mineva       |
| 1987 | Video  | RK 1908 | Lazarev        | Koor en orkest van het Bolsjojtheater                                                   | Nesterenko   | Piavko     | Sinyavskaya  |
| 1987 | Audio  | M 1872  | Rostropovitsj  | National Symphony Orchestra, Choral Arts Society en Oratorio Society of Washington D.C. | Raimondi     | Polozov    | Visjnevskaja |
| 1990 | Video  | M 1872  | Gergiev        | Mariinskitheater                                                                        | Lloyd        | Steblianko | Borodina     |
| 1993 | Audio  | M 1872  | Abbado         | Berliner Philharmoniker, Slowaaks Filharmonisch Koor, Rundfunkchor Berlin               | Kotscherga   | Larin      | Lipovsek     |
| 1997 | Audio  | M 1869  | Gergiev        | Kirov Operakoor en -Orkest                                                              | Putilin      | Lutsyuk    | –            |
| 1997 | Audio  | M 1872  | Gergiev        | Kirov Operakoor en -Orkest                                                              | Vaneyev      | Galusin    | Borodina     |
| 2004 | Video  | M 1869  | Weigle         | Gran Teatre del Liceu                                                                   | Salminen     | Lindskog   | –            |